# Jana Šarmanová
Jana Šarmanová (*1942 Brno) je česká informatička a vysokoškolská pedagožka. Zabývala se databázovými systémy a data miningem. Doktorát složila v roce 1976 na tehdejší Universitě Jana Evangelisty Purkyně v Brně. Kandidaturu věd složila v roce 1994 na Vysokém učení technickém. Habilitaci měla na Vysoké škole Báňské v roce 1997.
Spolu s Alenou Lukasovou dostaly prémii Českého literárního fondu za publikaci Metody shlukové analýzy.

## Dílo
- ČASTOVÁ, Nina; ŠARMANOVÁ, Jana; ŠARMAN, Arnošt. Programování v jazyce Tesla-Fortran. 1. vyd. Ostrava: Vysoká škola báňská, 1978. 180 s.
- LUKASOVÁ, Alena; ŠARMANOVÁ, Jana. Metody shlukové analýzy. Praha: SNTL, 1985. 210 s.
- ČASTOVÁ, Nina; ŠARMANOVÁ, Jana. Počítače a algoritmizace. 4. vyd. Ostrava: Vysoká škola báňská, 1987. 188 s.
- PETRUŽELKA, Jiří; ŠARMANOVÁ, Jana; ŠARMAN, Arnošt. he effect of ultrasound on tube drawing. Journal of Materials Processing Technology. 1996, roč. 60, čís. 1–4, s. 661–668. ISSN 0924-0136. doi:10.1016/0924-0136(96)02402-8.
- ŠARMANOVÁ, Jana. Metody a výsledky dolování znalostí z dat o asistované reprodukci. MEDSOFT. 2001, s. 130–134. Dostupné online. ISSN 1803-8115.
- KOSTOLÁNYOVÁ, Kateřina; ŠARMANOVÁ, Jana; TAKÁCS, Ondřej. The effect of ultrasound on tube drawing. Structure of study supports for adaptable instruction. 2011, roč. 25, čís. 3, s. 235–247. ISSN 1732-6729.
- ŠARMANOVÁ, Jana. Metody analýzy dat [online].  Ostrava: Vysoká škola báňská - Technická univerzita Ostrava, 2012 [cit. 2025-03-28]. Dostupné online. ISBN 978-80-248-2565-6.
- ŠARMANOVÁ, Jana; KOSTOLÁNYOVÁ, Kateřina. Adaptive E-learning: From Theory to Practice. International Journal of Information and Communication Technologies in Education. 2015-12-18, roč. 4, čís. 4, s. 34–47. Dostupné online. ISSN 1805-3726. doi:10.1515/ijicte-2015-0018.
- ŠARMANOVÁ, Jana; KOSTOLÁNYOVÁ, Kateřina. Dvě metody evaluace adaptivních studijních materiálů. Journal of Technology and Information Education. 2017, roč. 9, čís. 1, s. 43–60. Dostupné online. ISSN 1803-537X. doi:10.5507/jtie.2016.009.